# (11633) 1996 XG9
(11633) 1996 XG9 est un astéroïde de la ceinture principale d'astéroïdes découvert en 1996.

## Description
(11633) 1996 XG9 a été découvert le 2 décembre 1996 à l'observatoire royal de Belgique, situé à Uccle (Belgique), par Thierry Pauwels.

### Caractéristiques orbitales
L'orbite de cet astéroïde est caractérisée par un demi-grand axe de 2,79 UA, un périhélie de 2,34 UA, une excentricité de 0,16 et une inclinaison de 9,09° par rapport à l'écliptique. Du fait de ces caractéristiques, à savoir un demi-grand axe compris entre 2 et 3,2 UA et un périhélie supérieur à 1,666 UA, il est classé, selon la JPL Small-Body Database, comme objet de la ceinture principale d'astéroïdes.

### Caractéristiques physiques
(11633) 1996 XG9 a une magnitude absolue (H) de 13,3 et un albédo estimé à 0,426.